# Igor Jurič
Igor Jurič, slovenski novinar, * 22. avgust 1965, Ljubljana. 
Bil je dopisnik RTV Slovenija iz Bruslja.

## Življenjepis

### Izobraževanje
Po osnovni šoli v Šmartnem pri Litiji se je vpisal Gimnazijo Vide Janežič (danes Gimnazija Poljane) v Ljubljani, kjer je z odličnim uspehom maturiral leta 1984. Konec poletja istega leta je začel služiti enoletni vojaški rok v bosanskem Doboju. Po vrniti se je vpisal na študij geografije in nemškega jezika na Filozofski fakulteti Univerze v Ljubljani, kjer je leta 1993 tudi diplomiral. 

### Novinarstvo
Leta 1992, leto pred diplomo, se je po opravljeni avdiciji zaposlil na Radiu Slovenija, kjer je sprva deloval v jutranjem in nočnem programu. Radiotelevizija Slovenija ga je nato imenovala za dopisnika iz Nemčije; prvi dve leti je deloval iz Bonna, nato pa iz Berlina. V Slovenijo se je vrnil v začetku leta 2001 in se pridružil v zunanjepolitični redakciji Televizije Slovenija. Deloval je kot novinar in voditelj osrednje informativne oddaje Dnevnik, nekaj let pa je urednikoval in vodil zunanjepolitično oddajo Globus. Spomladi 2018 bi moral začeti delo dopisnika RTV Slovenija iz Bruslja, a je nekaj dni pred odhodom doživel možgansko kap. Funkcijo je prevzel po opravljeni rehabilitaciji.

### Zasebno
V prostem času se ukvarja s tekom. Prebolel je raka in možgansko kap. Poleg slovenščine tekoče govori še nemško in angleško.